# Orthotylus concolor
Orthotylus concolor is een wants uit de familie van de blindwantsen (Miridae). De soort werd het eerst wetenschappelijk beschreven door Carl Ludwig Kirschbaum in 1856.

## Uiterlijk
De groene wants kan 3,5 tot 5 mm lang worden en is altijd langvleugelig. Het lichaam is bedekt met lichte en donkere haartjes.
De pootjes zijn groen en de antennes geel. Het doorzichtige deel van de vleugels is grijsachtig. De steeksnuit (rostrum) wordt meestal onder het lichaam gehouden en reikt dan tot de middelste poten. Het genus Orthotylus bestaat uit een groot aantal, veel op elkaar lijkende, soorten. In dat geval kan de waardplant helpen om te bepalen om welke soort het gaat. De lichtgroene bremsteilneus leeft, zoals de naam al aangeeft, op brem. In Nederland zijn er nog twee soorten die er op lijken en ook op brem gevonden kunnen worden, Orthotylus adenocarpi en Orthotylus virescens.

## Leefwijze
De wants leeft op brem (Cytisus scoparius) en kan worden waargenomen van juni tot in september. Er is één generatie per jaar en de aan het eind van de zomer gelegde eitjes komen na de winter pas uit. 

## Leefgebied
In Nederland komt de soort algemeen voor in droge kalkarme gebieden waar brem groeit. Verder komt de wants voor in Europa, Azië en Noord-Amerika.